# Nature Communications
Nature Communications (abreujat com Nat. Commun.) és una revista científica britànica en anglès amb comitè de lectura. Publica dues setmanes al mes articles de recerca originals sota la forma de comunicacions en tots els camps científics.
Es publica des de 2010 per Nature Publishing Group.
L'editor en cap fundador va ser Lesley Anson, seguit de Joerg Heber, Magdalena Skipper i Elisa De Ranieri. A partir de 2022, els editors són Nathalie Le Bot per a ciències clíniques i de la salut, Stephane Larochelle per a ciències biològiques, Enda Bergin per a química i biotecnologia i Prabhjot Saini per a física i ciències de la terra. Des de 2014, la revista només acceptava enviaments d'autors disposats a pagar un càrrec de processament d'articles. Fins a finals de 2015, part dels enviaments publicats només estaven disponibles per als subscriptors. El gener de 2016, tot el contingut es va fer de lliure accés.
A partir del 2017, la revista ofereix un servei de deposició als autors per a preimpressió d'articles "en consideració" com a part del procés d'enviament.